# Campionato mondiale AMF 2007
La nona edizione dei Campionati del mondo di futsal, massima competizione per squadre nazionali organizzata dalla Asociación Mundial de Futsal, si è svolta in diverse città della provincia di Mendoza (Argentina), dal 31 agosto al 9 settembre. Organizzata dalla Confederación Argentina de Fútbol de Salón (CAFS) e dalla stessa Asociación Mundial de Futsal (AMF), ha visto partecipare 16 formazioni.
Le gare si sono svolte a Las Heras, Luján de Cuyo, Maipú, Junín, Godoy Cruz e San Rafael. Dopo un primo turno composto da 4 gironi di 4 squadre, si sono svolti i quarti di finale, le semifinali e le finali ad eliminazione diretta. Vincitrice è risultata la nazionale del Paraguay dopo una sofferta finale con i padroni di casa dell'Argentina

## Squadre
| Girone A | Girone A  |
| -------- | --------- |
|          | Argentina |
|          | Uruguay   |
|          | Belgio    |
|          | Norvegia  |

| Girone B | Girone B  |
| -------- | --------- |
|          | Paraguay  |
|          | Catalogna |
|          | Ecuador   |
|          | Cile      |

| Girone C | Girone C  |
| -------- | --------- |
|          | Colombia  |
|          | Rep. Ceca |
|          | Venezuela |
|          | Canada    |

| Girone D | Girone D   |
| -------- | ---------- |
|          | Bolivia    |
|          | Russia     |
|          | Perù       |
|          | Costa Rica |

## Risultati del primo turno
| Girone A  | Pti | G | V | N | P | GF | GS | DR |
| --------- | --- | - | - | - | - | -- | -- | -- |
| Argentina | 9   | 3 | 3 | 0 | 0 | 15 | 6  | +9 |
| Belgio    | 6   | 3 | 2 | 0 | 1 | 10 | 9  | +1 |
| Uruguay   | 3   | 3 | 1 | 0 | 2 | 11 | 14 | -3 |
| Norvegia  | 0   | 3 | 0 | 0 | 3 | 9  | 16 | -7 |

| 1º settembre, 2007 15:00                                     |     |                                         |                                         |
| Argentina                                                    | 6-2 | Norvegia                                | Polideportivo Andes Talleres Godoy Cruz |
| Femenía (1') Chávez (10') ( ) Banegas (15') Nuñez Mescolatti |     | Roberto Rojas (28') Ivan Olivares (29') | Polideportivo Andes Talleres Godoy Cruz |

| 1º settembre, 2007 18:00 |     |         |                                          |
| Belgio                   | 4-3 | Uruguay | Polideportivo Vicente Polimeni Las Heras |
|                          |     |         | Polideportivo Vicente Polimeni Las Heras |

| 2 settembre, 2007 15:00 |     |         |                                         |
| Argentina               | 7-3 | Uruguay | Polideportivo Andes Talleres Godoy Cruz |
|                         |     |         | Polideportivo Andes Talleres Godoy Cruz |

| 2 settembre, 2007 20:00         |     |          |                                          |
| Belgio                          | 5-4 | Norvegia | Polideportivo Vicente Polimeni Las Heras |
| El Hafid(2) Hoste Deleu Beaudot |     |          | Polideportivo Vicente Polimeni Las Heras |

| 3 settembre, 2007 20:00 |     |          |                                |
| Uruguay                 | 5-3 | Norvegia | Polideportivo La Colonia Junín |
|                         |     |          | Polideportivo La Colonia Junín |

| 3 settembre, 2007 21:30 |     |        |                                         |
| Argentina               | 2-1 | Belgio | Polideportivo Andes Talleres Godoy Cruz |
|                         |     |        | Polideportivo Andes Talleres Godoy Cruz |

| Girone B  | Pti | G | V | N | P | GF | GS | DR  |
| --------- | --- | - | - | - | - | -- | -- | --- |
| Paraguay  | 9   | 3 | 3 | 0 | 0 | 41 | 8  | +33 |
| Ecuador   | 6   | 3 | 2 | 0 | 1 | 20 | 25 | -5  |
| Catalogna | 1   | 3 | 0 | 1 | 2 | 10 | 18 | -8  |
| Cile      | 1   | 3 | 0 | 1 | 2 | 14 | 34 | -20 |

| 1º settembre, 2007 18:00 |      |      |                                      |
| Paraguay                 | 18-1 | Cile | Polideportivo Juan D. Ribosqui Maipú |
|                          |      |      | Polideportivo Juan D. Ribosqui Maipú |

| 1º settembre, 2007 20:00 |     |                                                  |                                      |
| Catalogna                | 2-5 | Ecuador                                          | Polideportivo Juan D. Ribosqui Maipú |
| Matamoros(3') Vargas(9') |     | F. Parrales (1')(28') L. Parrales(21')(31')(39') | Polideportivo Juan D. Ribosqui Maipú |

| 2 settembre, 2007 18:00 |      |         |                                          |
| Paraguay                | 17-6 | Ecuador | Polideportivo Vicente Polimeni Las Heras |
|                         |      |         | Polideportivo Vicente Polimeni Las Heras |

| 2 settembre, 2007 18:00 |     |      |                                      |
| Catalogna               | 7-7 | Cile | Polideportivo Juan D. Ribosqui Maipú |
|                         |     |      | Polideportivo Juan D. Ribosqui Maipú |

| 3 settembre, 2007 17:00 |     |      |                                      |
| Ecuador                 | 9-6 | Cile | Polideportivo Juan D. Ribosqui Maipú |
|                         |     |      | Polideportivo Juan D. Ribosqui Maipú |

| 3 settembre, 2007 17:00 |     |           |                                               |
| Paraguay                | 6-1 | Catalogna | Polideportivo Hipólito Irigoyen Luján de Cuyo |
|                         |     | Nieto     | Polideportivo Hipólito Irigoyen Luján de Cuyo |

| Girone C  | Pti | G | V | N | P | GF | GS | DR  |
| --------- | --- | - | - | - | - | -- | -- | --- |
| Colombia  | 9   | 3 | 3 | 0 | 0 | 24 | 5  | +19 |
| Rep. Ceca | 6   | 3 | 2 | 0 | 1 | 4  | 12 | -8  |
| Canada    | 3   | 3 | 1 | 0 | 2 | 9  | 13 | -4  |
| Venezuela | 0   | 3 | 0 | 0 | 3 | 9  | 16 | -7  |

| 1º settembre, 2007 18:00 |     |        |                                               |
| Colombia                 | 5-1 | Canada | Polideportivo Hipólito Irigoyen Luján de Cuyo |
|                          |     |        | Polideportivo Hipólito Irigoyen Luján de Cuyo |

| 1º settembre, 2007 20:00 |     |           |                                |
| Repubblica Ceca          | 1-0 | Venezuela | Polideportivo La Colonia Junín |
| Goj(5')                  |     |           | Polideportivo La Colonia Junín |

| 2 settembre, 2007 17:00 |     |           |                                               |
| Colombia                | 9-4 | Venezuela | Polideportivo Hipólito Irigoyen Luján de Cuyo |
|                         |     |           | Polideportivo Hipólito Irigoyen Luján de Cuyo |

| 2 settembre, 2007 20:00 |     |        |                                      |
| Repubblica Ceca         | 3-2 | Canada | Polideportivo Juan D. Ribosqui Maipú |
|                         |     |        | Polideportivo Juan D. Ribosqui Maipú |

| 3 settembre, 2007 15:30 |      |          |                                         |
| Repubblica Ceca         | 0-10 | Colombia | Polideportivo Andes Talleres Godoy Cruz |
|                         |      |          | Polideportivo Andes Talleres Godoy Cruz |

| 3 settembre, 2007 15:30 |     |           |                                      |
| Canada                  | 6-5 | Venezuela | Polideportivo Juan D. Ribosqui Maipú |
|                         |     |           | Polideportivo Juan D. Ribosqui Maipú |

| Girone D   | Pti | G | V | N | P | GF | GS | DR |
| ---------- | --- | - | - | - | - | -- | -- | -- |
| Perù       | 6   | 3 | 2 | 0 | 1 | 13 | 10 | +3 |
| Bolivia    | 6   | 3 | 2 | 0 | 1 | 13 | 11 | +2 |
| Russia     | 3   | 3 | 1 | 0 | 2 | 13 | 15 | -2 |
| Costa Rica | 3   | 3 | 1 | 0 | 2 | 13 | 16 | -3 |

| 31 agosto, 2007 22:00 |     |      |                                |
| Russia                | 5-8 | Peru | Polideportivo La Colonia Junín |
|                       |     |      | Polideportivo La Colonia Junín |

| 1º settembre, 2007 20:00 |     |            |                                               |
| Bolivia                  | 8-6 | Costa Rica | Polideportivo Hipólito Irigoyen Luján de Cuyo |
|                          |     |            | Polideportivo Hipólito Irigoyen Luján de Cuyo |

| 2 settembre, 2007 15:00 |     |      |                                               |
| Bolivia                 | 1-2 | Peru | Polideportivo Hipólito Irigoyen Luján de Cuyo |
|                         |     |      | Polideportivo Hipólito Irigoyen Luján de Cuyo |

| 2 settembre, 2007 20:00 |     |            |                                |
| Russia                  | 5-3 | Costa Rica | Polideportivo La Colonia Junín |
|                         |     |            | Polideportivo La Colonia Junín |

| 3 settembre, 2007 15:30 |     |            |                                          |
| Peru                    | 3-4 | Costa Rica | Polideportivo Vicente Polimeni Las Heras |
|                         |     |            | Polideportivo Vicente Polimeni Las Heras |

| 3 settembre, 2007 15:30 |     |        |                                               |
| Bolivia                 | 4-3 | Russia | Polideportivo Hipólito Irigoyen Luján de Cuyo |
|                         |     |        | Polideportivo Hipólito Irigoyen Luján de Cuyo |

## Fase finale
|  | Quarti di finale            | Quarti di finale        |                          |      | Semifinali                | Semifinali                |  |  | Finale              | Finale |
|  |                             |                         |                          |      |                           |                           |  |  |                     |        |
|  | 5 settembre - Godoy Cruz    |                         |                          |      |                           |                           |  |  |                     |        |
|  |                             |                         |                          |      |                           |                           |  |  |                     |        |
|  | Argentina                   | 10                      |                          |      |                           |                           |  |  |                     |        |
|  | Argentina                   | 10                      | 7 settembre - Godoy Cruz |      |                           |                           |  |  |                     |        |
|  | Ecuador                     | 2                       |                          |      |                           |                           |  |  |                     |        |
|  | Ecuador                     | 2                       | Argentina                | 7    |                           |                           |  |  |                     |        |
|  | 5 settembre - Luján de Cuyo |                         | Argentina                | 7    |                           |                           |  |  |                     |        |
|  |                             | Colombia                | 6                        |      |                           |                           |  |  |                     |        |
|  | Colombia                    | Colombia                | 6                        | 4    |                           |                           |  |  |                     |        |
|  | Colombia                    |                         | 9 settembre - Godoy Cruz | 4    |                           |                           |  |  |                     |        |
|  | Bolivia                     | 1                       |                          |      |                           |                           |  |  |                     |        |
|  | Bolivia                     | 1                       | Argentina                | 0    |                           |                           |  |  |                     |        |
|  | 5 settembre - Junín         |                         | Argentina                | 0    |                           |                           |  |  |                     |        |
|  |                             | Paraguay                | 1                        |      |                           |                           |  |  |                     |        |
|  | Paraguay                    | Paraguay                | 1                        | 4    |                           |                           |  |  |                     |        |
|  | Paraguay                    | 7 settembre - Las Heras |                          | 4    |                           |                           |  |  |                     |        |
|  | Belgio                      | 1                       |                          |      |                           |                           |  |  |                     |        |
|  | Belgio                      | 1                       | Colombia                 | 4    | Finale per il terzo posto | Finale per il terzo posto |  |  |                     |        |
|  | 5 settembre - Maipú         |                         | Colombia                 | 4    | Finale per il terzo posto | Finale per il terzo posto |  |  |                     |        |
|  |                             | Argentina               | 2                        |      |                           |                           |  |  |                     |        |
|  | Perù                        | Argentina               | 2                        | 7    | Colombia                  | 6                         |  |  |                     |        |
|  | Perù                        |                         |                          | 7    | Colombia                  | 6                         |  |  |                     |        |
|  | Rep. Ceca                   | 5                       |                          | Perù | 4                         |                           |  |  |                     |        |
|  | Rep. Ceca                   | 5                       |                          |      | 4                         |                           |  |  |                     |        |
|  |                             |                         |                          |      |                           |                           |  |  | 8 settembre - Junín |        |
|  |                             |                         |                          |      |                           |                           |  |  |                     |        |

Quarti di finale
| 5 settembre, 2007 21:30 |      |         |                                         |
| Argentina               | 10-2 | Ecuador | Polideportivo Andes Talleres Godoy Cruz |
|                         |      |         | Polideportivo Andes Talleres Godoy Cruz |

| 5 settembre, 2007 13:00 |     |         |                                               |
| Colombia                | 4-1 | Bolivia | Polideportivo Hipólito Irigoyen Luján de Cuyo |
|                         |     |         | Polideportivo Hipólito Irigoyen Luján de Cuyo |

| 5 settembre, 2007 20:00 |     |        |                                |
| Paraguay                | 4-1 | Belgio | Polideportivo La Colonia Junín |
|                         |     |        | Polideportivo La Colonia Junín |

| 5 settembre, 2007 14:30 |     |                        |                                      |
| Perù                    | 7-5 | Rep. Ceca              | Polideportivo Juan D. Ribosqui Maipú |
|                         |     | Goj (3) Stojaník Šnídl | Polideportivo Juan D. Ribosqui Maipú |

Semifinals
| 7 settembre, 2007 21:30                                 |     |                                     |                                         |
| Argentina                                               | 7-6 | Colombia                            | Polideportivo Andes Talleres Godoy Cruz |
| Núñez (2) Figueroa (2) Femenía Mescolatti Santofino(pp) |     | Pinilla(2) Celis(2) Hernández Parra | Polideportivo Andes Talleres Godoy Cruz |

| 7 settembre, 2007 14:30        |     |                 |                                          |
| Paraguay                       | 4-2 | Perù            | Polideportivo Vicente Polimeni Las Heras |
| Zorrilla (2) Santander Delgado |     | Hernández Anaya | Polideportivo Vicente Polimeni Las Heras |

Gara per il 3º posto
| 8 settembre, 2007 19:30    |     |                                           |                                |
| Perù                       | 4-6 | Colombia                                  | Polideportivo La Colonia Junín |
| Hernández (2) García Amaya |     | Céliz (2) Pinilla (2) Rodríguez Hernández | Polideportivo La Colonia Junín |

Finale
| 9 settembre, 2007 19:00 |     |          |                                         |
| Argentina               | 0-1 | Paraguay | Polideportivo Andes Talleres Godoy Cruz |
|                         |     | Núñez    | Polideportivo Andes Talleres Godoy Cruz |

## Classifica finale
| Classifica | Classifica |
| ---------- | ---------- |
| 1          | Paraguay   |
| 2          | Argentina  |
| 3          | Colombia   |
| 4          | Perù       |
| 5          | Rep. Ceca  |
| 6          | Belgio     |
| 7          | Ecuador    |
| 8          | Bolivia    |
| 9          | Russia     |
| 10         | Costa Rica |
| 11         | Uruguay    |
| 12         | Canada     |
| 13         | Catalogna  |
| 14         | Cile       |
| 15         | Norvegia   |
| 15         | Venezuela  |